# 现任中国人民政治协商会议省级行政区委员会主席列表
本列表列出中国人民政治协商会议各省级地方委员会的现任主席。
各省级行政区政协主席中，有4位女性，分别是江苏省政协主席张义珍、山东省政协主席葛慧君、重庆市政协主席程丽华和四川省政协主席田向利；有5位少数民族人士，分别是云南省政协主席刘晓凯（苗族）、青海省政协主席公保扎西（藏族）、西藏自治区政协主席帕巴拉·格列朗杰（藏族）、宁夏回族自治区政协主席陈雍（满族）和新疆维吾尔自治区政协主席努尔兰·阿不都满金（哈萨克族）。上任时间最长的政协主席是西藏自治区政协主席帕巴拉·格列朗杰，自1993年1月7日起，至今32年185天；上任时间最短的是山西省政协主席张春林，自2025年1月20日起，至今172天。最年长的政协主席是85岁的西藏自治区政协主席帕巴拉·格列朗杰，出生于1940年1月；最年轻的是58岁的广东省政协主席林克庆和宁夏回族自治区政协主席陈雍，出生于1966年10月。
| 属性： 中央委员 中央候补委员 中央纪委委员 |

## 直辖市政协
| 直辖市政协 | 现任主席      | 上任或出缺日期 （任职或悬缺时间） | 出生年月           | 担任市政协主席前的职务                          | 信息源 | 属性 |
| ---------- | ------------- | --------------------------------- | ------------------ | ----------------------------------------------- | ------ | ---- |
| 北京市政协 | 魏小东        | 2022年1月9日 （3年183天）         | 1961年5月 （64岁） | 北京市委常委、组织部部长 北京市人大常委会副主任 | [ 2 ]  |      |
| 天津市政协 | 王常松        | 2023年1月14日 （2年178天）        | 1962年7月 （63岁） | 江苏省委常委、省纪委书记、省监委主任            | [ 3 ]  |      |
| 上海市政协 | 胡文容        | 2023年1月14日 （2年178天）        | 1964年7月 （61岁） | 上海市委常委、组织部部长                        | [ 4 ]  |      |
| 重庆市政协 | 程丽华 （女） | 2024年1月23日 （1年169天）        | 1965年4月 （60岁） | 安徽省委副书记                                  | [ 5 ]  |      |

## 省政协
| 省政协       | 现任主席          | 上任或出缺日期 （任职或悬缺时间） | 出生年月            | 担任省政协主席前的职务                                  | 信息源 | 属性 |
| ------------ | ----------------- | --------------------------------- | ------------------- | ------------------------------------------------------- | ------ | ---- |
| 河北省政协   | 张国华            | 2024年1月23日 （1年169天）        | 1964年11月 （60岁） | 河北省委常委、雄安新区党工委书记、管委会主任            | [ 6 ]  |      |
| 山西省政协   | 张春林            | 2025年1月20日 （172天）           | 1965年2月 （60岁）  | 山西省委副书记                                          | [ 7 ]  |      |
| 辽宁省政协   | 周波              | 2021年1月30日 （4年162天）        | 1962年6月 （63岁）  | 辽宁省委副书记                                          | [ 8 ]  |      |
| 吉林省政协   | 朱国贤            | 2023年1月17日 （2年175天）        | 1964年9月 （60岁）  | 湖南省委副书记                                          | [ 9 ]  |      |
| 黑龙江省政协 | 蓝绍敏            | 2023年1月14日 （2年178天）        | 1964年1月 （61岁）  | 贵州省委副书记 贵州省人大常委会副主任                   | [ 10 ] |      |
| 江苏省政协   | 张义珍 （女）     | 2022年1月22日 （3年170天）        | 1964年8月 （60岁）  | 江苏省委副书记                                          | [ 11 ] |      |
| 浙江省政协   | 廉毅敏            | 2024年1月25日 （1年167天）        | 1964年3月 （61岁）  | 河北省政协主席                                          | [ 12 ] |      |
| 安徽省政协   | 唐良智            | 2022年1月19日 （3年173天）        | 1960年6月 （65岁）  | 重庆市委副书记、市长                                    | [ 13 ] |      |
| 福建省政协   | 滕佳材            | 2023年1月13日 （2年179天）        | 1964年12月 （60岁） | 中央纪委国家监委驻国家卫健委纪检监察组组长              | [ 14 ] |      |
| 江西省政协   | 宋福龙            | 2025年1月19日 （173天）           | 1964年8月 （60岁）  | 广东省委常委、省纪委书记、省监委主任                    | [ 15 ] |      |
| 山东省政协   | 葛慧君 （女）     | 2022年1月26日 （3年166天）        | 1963年3月 （62岁）  | 浙江省政协主席                                          | [ 16 ] |      |
| 河南省政协   | 孔昌生            | 2023年1月16日 （2年176天）        | 1963年2月 （62岁）  | 河南省委副书记 河南省人大常委会副主任                   | [ 17 ] |      |
| 湖北省政协   | 孙伟              | 2022年1月22日 （3年170天）        | 1961年12月 （63岁） | 甘肃省委副书记                                          | [ 18 ] |      |
| 湖南省政协   | 毛万春            | 2023年1月17日 （2年175天）        | 1961年10月 （63岁） | 海南省政协主席                                          | [ 19 ] |      |
| 广东省政协   | 林克庆            | 2023年1月13日 （2年179天）        | 1966年10月 （58岁） | 广东省委常委、广州市委书记                              | [ 20 ] |      |
| 海南省政协   | 李荣灿            | 2023年1月16日 （2年176天）        | 1966年9月 （58岁）  | 湖北省委副书记                                          | [ 21 ] |      |
| 四川省政协   | 田向利 （女）     | 2022年1月20日 （3年172天）        | 1963年3月 （62岁）  | 四川省委常委、统战部部长                                | [ 22 ] |      |
| 贵州省政协   | 赵永清            | 2023年1月16日 （2年176天）        | 1963年4月 （62岁）  | 宁夏回族自治区党委常委、政府常务副主席 自治区政协副主席 | [ 23 ] |      |
| 云南省政协   | 刘晓凯 （苗族）   | 2023年1月14日 （2年178天）        | 1962年3月 （63岁）  | 贵州省政协主席                                          | [ 24 ] |      |
| 陕西省政协   | 徐新荣            | 2022年1月20日 （3年172天）        | 1962年4月 （63岁）  | 陕西省委常委、统战部部长                                | [ 25 ] |      |
| 甘肃省政协   | 庄国泰            | 2023年1月18日 （2年174天）        | 1962年4月 （63岁）  | 中国气象局局长                                          | [ 26 ] |      |
| 青海省政协   | 公保扎西 （藏族） | 2022年1月24日 （3年168天）        | 1962年10月 （62岁） | 青海省委常委、统战部部长                                | [ 27 ] |      |

## 自治区政协
| 自治区政协           | 现任主席                                   | 上任或出缺日期 （任职或悬缺时间） | 出生年月            | 担任自治区政协主席前的职务            | 信息源 | 属性 |
| -------------------- | ------------------------------------------ | --------------------------------- | ------------------- | ------------------------------------- | ------ | ---- |
| 内蒙古自治区政协     | 张延昆                                     | 2023年1月15日 （2年177天）        | 1963年1月 （62岁）  | 北京市委副书记 北京市人大常委会副主任 | [ 28 ] |      |
| 广西壮族自治区政协   | 孙大伟                                     | 2021年1月24日 （4年168天）        | 1963年4月 （62岁）  | 广西壮族自治区党委副书记              | [ 29 ] |      |
| 西藏自治区政协       | 帕巴拉·格列朗杰 （藏族，全国政协副主席兼） | 1993年1月7日 （32年185天）        | 1940年2月 （85岁）  | 全国人大常委会副委员长 全国政协副主席 | [ 30 ] |      |
| 宁夏回族自治区政协   | 陈雍 （满族）                              | 2023年1月15日 （2年177天）        | 1966年10月 （58岁） | 宁夏回族自治区党委副书记              | [ 31 ] |      |
| 新疆维吾尔自治区政协 | 努尔兰·阿不都满金 （哈萨克族）             | 2013年1月30日 （12年162天）       | 1962年12月 （62岁） | 新疆维吾尔自治区党委常委              | [ 32 ] |      |